# 1/N展开
在量子场论和统计力学中，1/N展开（又称为大N展开）是一种对具有内禀对称群（例如SO(N)或SU(N)）的量子场论的微扰分析方法。它对分析对象的属性以{\displaystyle 1/N}的幂展开，而{\displaystyle 1/N}是一个很小的参数。
这种方法用于量子色动力学（尽管其中{\displaystyle N}只是3），对应规范群为SU(3)。另一项应用是分析粒子物理学中的AdS/CFT对偶。
凝聚态物理学中也大量使用此方法，它是平均场近似的坚实基础。

## 相關
- 楊-米爾斯存在性與質量間隙，有研究建議可以通過大N展開證明質量間隙
- AdS/CFT对偶
- 歐拉示性數，平面圖有{\displaystyle \chi (G)=2}
- O(N)模型